# Challenger de Trnava

El ATP Challenger Trophy (actualmente llamado Arimex Challenger Trophy por razones de patrocinadores) es un torneo profesional de tenis disputado en pistas de polvo de ladrillo.Pertenece al ATP Challenger Series. Se juega desde el año 2007 sobre tierra batida, en Trnava, Eslovaquia.

## Palmarés

### Individuales
| Año  | Campeón                  | Finalista      | Resultado     |
| ---- | ------------------------ | -------------- | ------------- |
| 2013 | Julian Reister           | Adrian Ungur   | 7–63, 6–3     |
| 2012 | Andrey Kuznetsov         | Adrian Ungur   | 6–3, 6–3      |
| 2011 | Iñigo Cervantes          | Pavol Červenák | 6–4, 7–63     |
| 2010 | Jaroslav Pospíšil        | Yuri Schukin   | 6–4, 4–6, 6–3 |
| 2009 | Oleksandr Dolgopolov Jr. | Lamine Ouahab  | 6–2, 6–2      |
| 2008 | Alberto Martín           | Julian Reister | 6–2, 6–0      |
| 2007 | Jan Hernych              | Tomáš Zíb      | 6–3, 3–6, 6–4 |

### Dobles
| Año  | Campeones                           | Finalistas                            | Resultado         |
| ---- | ----------------------------------- | ------------------------------------- | ----------------- |
| 2013 | Marin Draganja Mate Pavic           | Aljaz Bedene Jaroslav Pospíšil        | 7–5, 4–6, [10–6]  |
| 2012 | Nikola Ćirić Goran Tošić            | Mate Pavić Franko Škugor              | 7–60, 7–5         |
| 2011 | Colin Ebelthite Jaroslav Pospíšil   | Alexander Bury Andrei Vasilevski      | 6–3, 6–4          |
| 2010 | Karol Beck Lukáš Rosol              | Alexander Peya Martin Slanar          | 4–6, 7–63, [10–8] |
| 2009 | Grigor Dimitrov Teymuraz Gabashvili | Jan Minář Lukáš Rosol                 | 6–4, 2–6, [10–8]  |
| 2008 | David Škoch Igor Zelenay            | Daniel Köllerer Michal Mertiňák       | 6–3, 6–1          |
| 2007 | Filip Polášek Igor Zelenay          | Diego Junqueira Rubén Ramírez Hidalgo | 6–1, 6–4          |